# G-DRAGON
G-DRAGON（ジードラゴン、本名：クォン・ジヨン、권지용、權志龍、Kwon Jiyong、1988年8月18日 - ）は韓国のラッパー、ソングライター、音楽プロデューサー、起業家 、ファッションアイコンであり、BIGBANGのメンバー兼リーダー。身長170cm。本貫は安東権氏。

## 概要
シングルチャートの成績や、ステージでの存在感から「King of K-Pop」の異名を持つ。12歳から2006年にBIGBANGとしてデビューするまでの6年間をYGエンターテインメントの練習生として過ごし、その後世界で最も売れているボーイバンドの一人となった。
2009年に発売した初のソロアルバム「HEARTBREAKER」と同名のタイトル曲が売れ、「2009 Mnet Asia Music Awards」でアルバムオブザイヤーを獲得。 
2010年BIGBANGのメンバーであるT.O.Pとアルバム「GD＆TOP」をリリース。
2012年に発売した初のミニ・アルバム「ONE OF A KIND」は絶賛され、韓国のソリストによるベストセラーアルバムとなり、自身が持つ「HEARTBREAKER」の売り上げを超え、「2013ソウルミュージックアワード」で「ベストアルバム賞」を獲得。 
2013年にはソロアーティストとして自身初のワールドツアーツアーを公演し、韓国人として初めて日本のドーム・アリーナツアーができるソロ歌手となった。
「2013 Mnet Asia music award」で2枚目のアルバム「COUP D'ETAT（2013）」が「Artist of the Year」を受賞。2017年、アルバム「KWON JI YONG」は収録曲「Untitled, 2014」がチャート1位を獲得、同年アルバムを引っ提げてのコンサートツアー「ACT III, M.O.T.T.E」が行われた。
韓国の若者文化やファッショントレンド、音楽への影響について広く認識されており、2016年にはフォーブスの「30アンダー30」（30歳未満の注目すべき30人）に選出された。自身が作曲した曲（共同製作も含み）が韓国の「ガオンデジタルチャート」で23曲1位になっている。

## 来歴

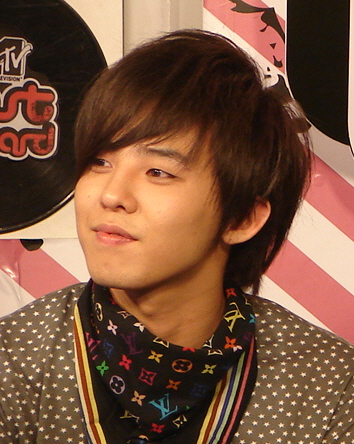
2007年、タイで開催された『MTV Fast Forward』で

### 1988–2008年: デビューまで
ソウルに生まれ、6歳から「ちびっこルーラ」（韓国で一世を風靡したグループ「Roo'Ra」をコンセプトにした子供ダンスグループ）の一員として芸能活動を開始。
クリスマスアルバムをリリース後にレコードレーベルから契約を解除されショックを受け、母親に「歌手にはならない」と宣言した。家族でスキー旅行中にSMエンタテインメントからスカウトされた。

練習生時代の5年間(8-13歳の間)を何をしたいかはっきりとわからないまま過ごした。
小学3年生の時アメリカのヒップホップグループウータン・クランに影響を受けラップを習い始めた Under People Crew's。
2001年に「Flex」というアルバムをリリースし、13歳で当時最年少の韓国人ラッパーになった。作詞もしたが自身の英語が下手だという自覚があり「I'm young, but I'm the best」を信条としていた 。BIGBANGのメンバーであるT.O.P(本名：チェ・スンヒョン)とは中学からの近所の友人で一緒にダンスやラップをしていた。 
YGエンターテインメントのヒップホップデュオJINUSEAN(ジヌション)のショーンに興味を持たれ、同会社のCEOであるヤン・ヒョンソクに紹介され、YGエンターテインメントと契約。契約後に他の活動場所を引き払っている。
同じ練習生のSOLとは元々ヒップホップデュオ「GD X TAEYANG」でデビューしようとしていたが、同じ名前のグループが曲を出していることを知り、またYGエンターテインメントがボーイ・グループでの
デビューを計画しておりこの話は立ち消えとなった 。同じ頃、T.O.Pにオーディションを受けるよう連絡を取っている。
G-DRAGON、SOL、T.O.Pは他の3人のメンバーであるチャン・ヒョンスン、D-LITE、V.Iとグループを組んだ。このメンバーはTVのドキュメンタリー番組で紹介され、チャン・ヒョンスンを除いてBIGBANGとしてデビューした。
デビューアルバムである「BIGBANG Vol.1」が10万枚以上を売り上げる成功をおさめた。このアルバムに含まれるG-DRAGONの最初のソロ曲はアメリカのロックバンドマルーン5のシングル「This Love」のカバーだった 。理由は、作曲に参加し始めたのは2007年のシングル「Always」からでこのアルバムはまだ原点だからである。
いくつもの曲を作曲しているが、シングル「LIES(Korean: 거짓말、日本語:嘘)」が最初のヒットであり、これに続き、アルバム「HOT ISSUE」、シングル「LAST FAREWELL」、アルバム「STAND UP」、シングル「HaruHaru」もチャート上位を占め作曲家として有名になるきっかけになった
BIGBANGの作品のほとんどを作曲し、2008年のSOLのソロデビュー「HOT」にも携わった後、同じくSOLのソロ曲「PART TWO」や「ONLY LOOK AT ME」も制作に参加している。

### 2009–2011年: ソロ活動
2009年歌手のLexyのアルバム「Rush」収録曲「Super Fly」にSOLとT.O.Pとともに参加。その後w-inds.とシングル「Rain Is Fallin'/Hybrid Dream」でコラボレーションした。最初のソロアルバム「HEARTBREAKER」は4月に発売される予定だったが8月の21歳の誕生日(韓国の年齢では22歳)に合わせて発売された
1TYMのTeddyやKush、2NE1のCLやDARAとコラボレーションし、アルバムのコンセプトに合わせて金髪に染めたエレクトリック・ポップソングであるシングル「HEARTBREAKER」は5万ダウンロードされ、売り上げが30万枚を突破した。その年のMnet Asian Music Awardsでアルバムオブザイヤーを受賞。
その直後「HEARTBREAKER」に収録されている「HEARTBREAKER」がフロー・ライダーの「Right Round」、「BUTTERFLY」がオアシスの「She's Electric」に似ており、ソニーミュージックから盗作であると非難され
、
韓国の高校の音楽教科書に掲載されたが、EMIレコードは2つの曲は似ていないとした。
3月6日YGエンターテインメントはフロー・ライダーに連絡しライブ用のアルバムに参加してくれるよう頼んだフロー・ライダーがサポートしてくれたアルバム収録曲「A BOY」は2009年12月にオリンピック競技場で行われたコンサート「SHINE A LIGHT」で披露された
。このコンサートで内容が不適切であると苦情と論争を起こした韓国の保健福祉部はG-DRAGONとYGエンターテインメントに対しコンサートが法律違反ではないかの取り調べを検察に依頼。2010年3月15日に起訴猶予処分を受けた。

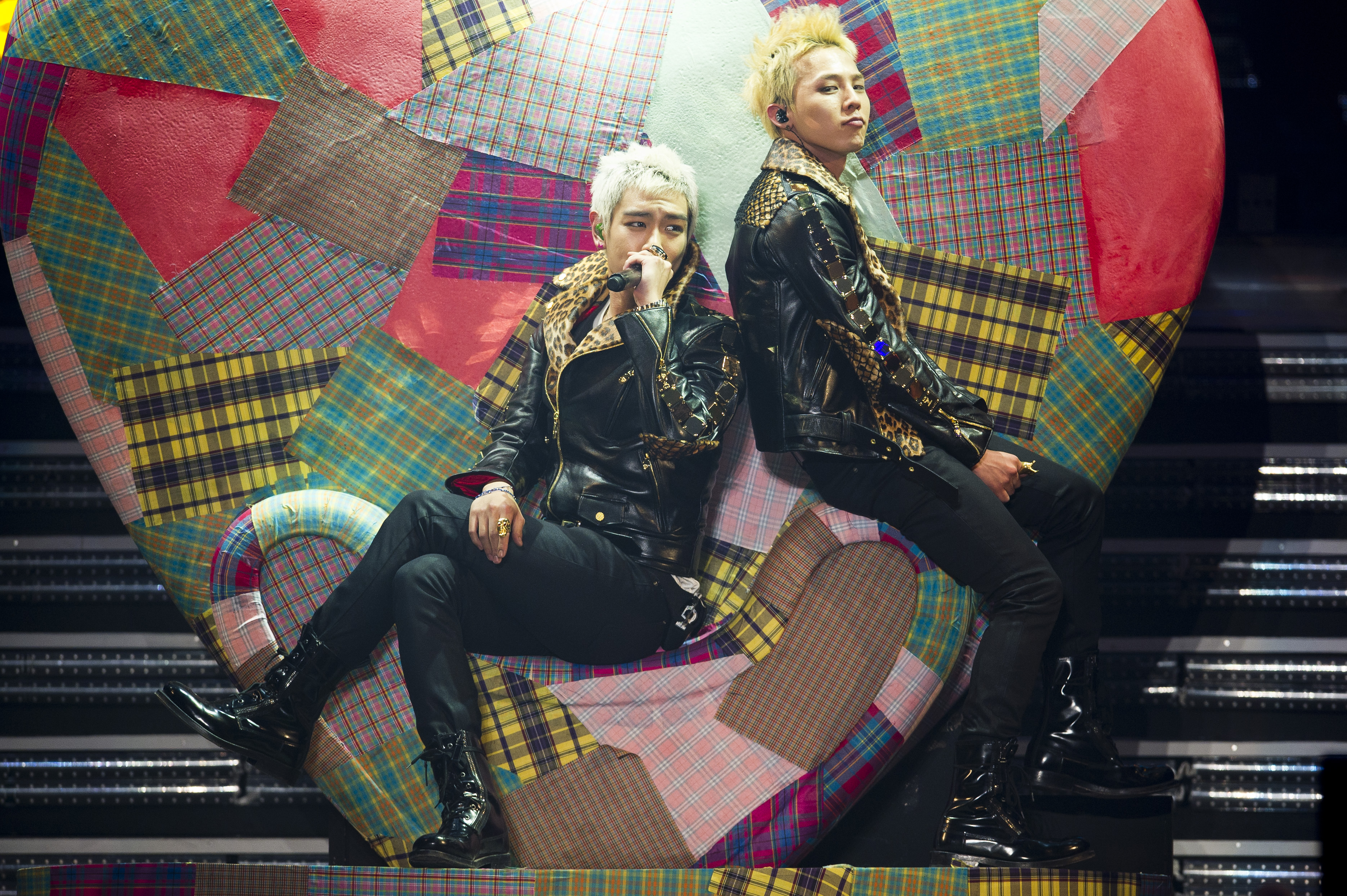
2011年、T.O.Pと

2010年11月、G-DRAGONとT.O.P.はアルバム「GD & TOP」をリリース
アルバムの発売前にソウルの汝矣島にあるタイムズスクエアでショーケースを開催。この様子はYouTubeで配信された。それに合わせシングル「HIGH HIGH」、「OH YEAH」、「KNOCK OUT」をリリースし、「HIGH HIGH」は音楽番組で1位を獲得、「OH YEAH」はがオンデジタルチャートで2位を獲得。アルバムはクリスマスイブに発売され20万枚の予約注文が入り、ガオンアルバムチャートで1位を獲得した。
TV番組「無限に挑戦」で「西海岸高速道路歌謡祭2011」のために、韓国のコメディアンパク・ミョンスとデュオを結成。2011年6月2日、2NE1のBOMとともに「Having an Affair」をリリースした。この曲は2011年のガオンミュージックチャートで2番目に多くダウンロードされた曲となった。
10月5日ソウル中央地検が大麻の吸引容疑で起訴猶予処分にしたと明らかにし、活動を休止。6月に調査を受け始め、8月の検査では陰性であり、さらに初犯であったため起訴猶予処分となった。これについて後にTV番組で5月の日本コンサートの打ち上げで知らない人からタバコをもらったと説明している。
「2011 MTV Europe Music Awards」で活動を再開。

### 2012–2013年: 「ONE OF A KIND」、ワールドツアー、「COUP D'ETAT」

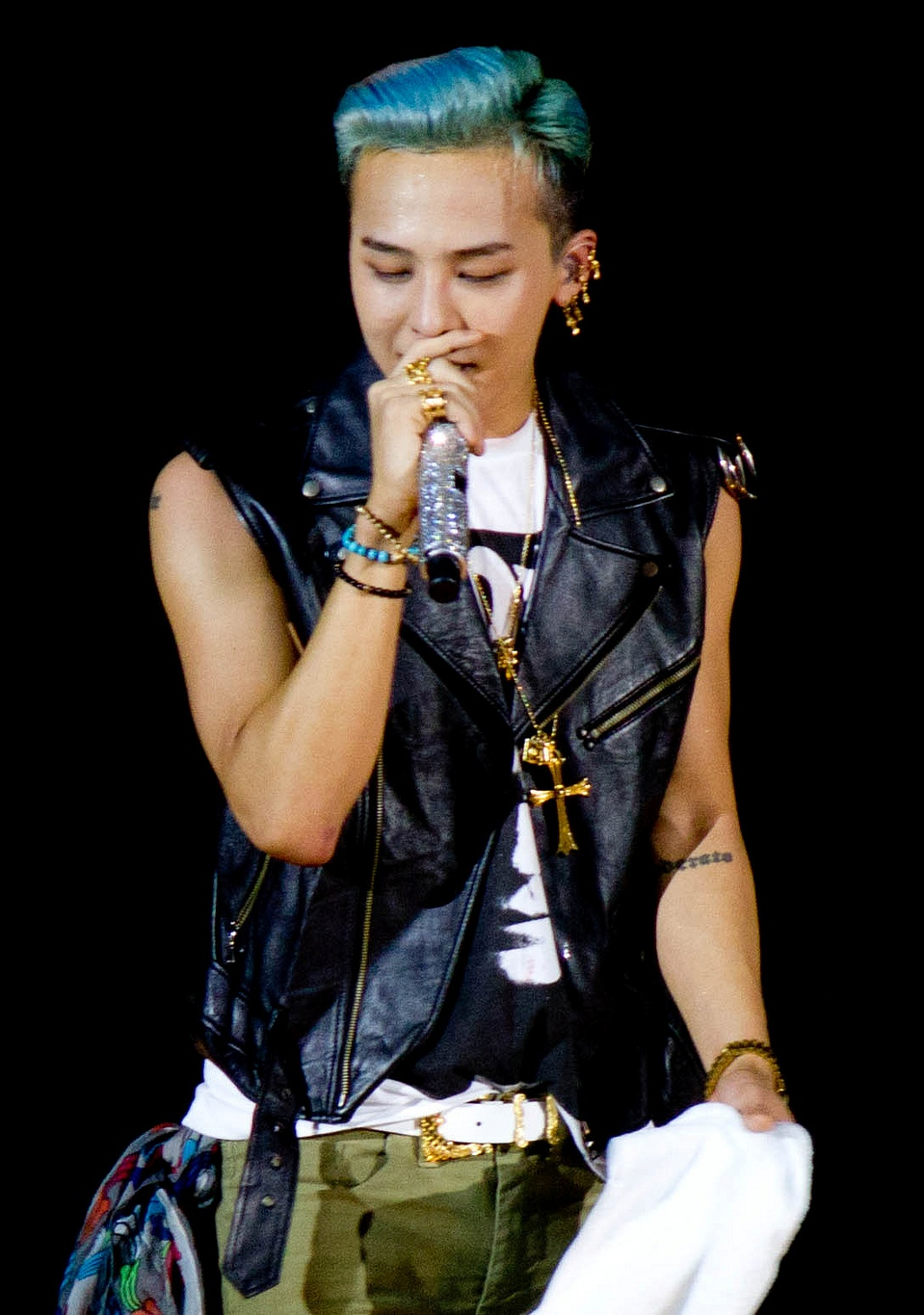
2012年9月、 『BIGBANG ALIVE GALAXY TOUR 2012』

ソロ活動では、ピクシー・ロットのアルバム「Young Foolish Happy」の日本語バージョンをT.O.Pと制作。
2012年9月18日ファースト・ミニ・アルバム「ONE OF A KIND」をリリース。ビルボードのワールドアルバムチャートでは1位を獲得し、ビルボードHot200で161位に入った。
アルバムのリリースをサポートするためにシングル「ONE OF A KIND」を含めて3枚のシングルをリリース。「ONE OF A KIND」はガオンチャートで5位になった。この曲で 韓国大衆音楽賞 と第3回リズマーアワード(Rhythmer Awards)で今年のラップ・ヒップホップシングル賞を受賞。この年の1位は同じく自身の「THAT XX」だった。さらにアメリカの音楽雑誌スピンで「CRAYON」がK-POPのシングルオブザイヤーを受賞した。
2009年のアルバム「HEARTBREAKER」の売り上げが累計20万枚を超えた
。第14回Mnet Asian Music Awardsで最優秀男性アーティスト賞を受賞し、第22回ソウル歌謡大賞では「ONE OF A KIND」でレコードオブザイヤーを受賞。
2013年「ONE OF A KIND WORLD TOUR」を開始し、韓国人歌手で初めて日本の4大ドームツアーを行った。このツアーは8つの国で公演され13の都市と27の会場で57万人を動員した。
ツアー後、2枚目のフルアルバムを出すことが所属事務所より発表されグラミー賞受賞アーティストであるミッシー・エリオットの参加が伝えられた。アルバムの中から2曲が先行配信され、2013年9月13日にアルバム「COUP D'ETAT」が発売された。このアルバムには、同じ事務所の後輩であるBLACKPINKが参加したほか、
ディプロ、バウアー、ボーイズ・ノイズ、スカイ・ファレイラ、Siriusmo、Zion.T、Lydia Paekも参加した。ロサンゼルスで行われたKCON 2013にてミッシー・エリオットとともに「NILIRIA」を披露。「COUP D'ETAT」のアルバム6曲目のこの曲がガオンデジタルチャートでトップ10入りし、同アルバムの「WHO YOU?」が1位になった。
このアルバムの収録曲である「CROOKED」は180万ダウンロードを記録し、YouTubeの再生回数が1億回を記録した。
タイトル曲の「COUP D'ETAT」は2013年のEDMの転換期としてビルボードに取り上げられ
、ビルボード200に韓国人初チャートインしたアルバムとなった。アルバム「COUP D'ETAT」が、第15回Mnet Asian Music Awardsにて最優秀男性歌手賞、ベストミュージックビデオ賞を受賞し、収録曲「CROOKED」でベストダンスパフォーマンス賞を受賞し、アーティストオブザイヤーを受賞した。ワールド・ミュージック・アワードにてベストエンターテイナー、ベストアルバムを受賞した。
2013年10月17日、臨津閣で行われた無限に挑戦の音楽祭に出演し、チョン・ヒョンドンと「Going to Try (韓：해볼라고)」を披露した。

### 2014–2016年: コラボレーションとプロデュース

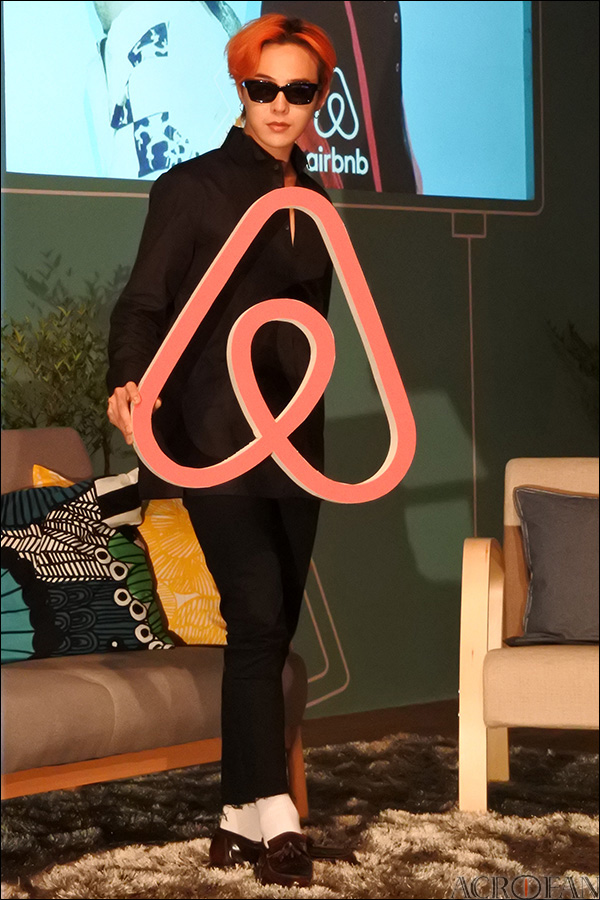
2015年、アジアのAirbnbのアイコンになった際

2014年、同じYGエンターテインメント所属アイドルである2NE1のアルバム「Crush」の収録曲「Good to you」を作曲・プロデュースした。
SOLの2枚目のアルバム「RISE」の収録曲であるシングル「RINGA LINGA」と「STAY WITH ME」に参加。
11月、SOLとともにGD X TAEYANGというユニットを組みシングル「GOOD BOY」をリリース。ビルボードワールドデジタルソングチャートで韓国人としてはPSYと2NE1に続き3グループ目の1位を獲得した。
このシングルは韓国で120万ダウンロードを記録し、YouTubeの再生回数が1億回を突破。BIGBANGとして合計で3億回の再生回数となった。
同年12月スクリレックスとディプロとともに「Dirty Vibe」でコラボレーションし、これに同じ事務所のCLも参加した。ビルボードのHot Dance/Electronic Songsチャートで15位を獲得し、Dance/Electronic Digital Songsで21位となり、韓国人で初めてこのチャートに載った。
2015年、YGエンターテインメントの新人グループiKONのデビューアルバム「Welcome Back」をプロデュース。
G-DRAGONが2015年から2016年の大半を費やした「MADE」アルバムを引っ提げてのツアーは2年間で360万人を動員。 
無限に挑戦のフェスティバルに3度目の出演をし、初めてSOLが出演。このユニットにZE:Aのファン・グァンヒが加わり、シングル「MAPSOSA」をリリース。ガオンデジタルチャートで2位を記録し
、
年間110万枚を販売、2015年で最も売れた曲となった。
バラエティ番組「無限に挑戦」のMuhan Company(韓：무한상사)のコーナーにスペシャル出演。2話からなるサスペンスで、初めて演技に挑戦。
バウアーのデビューアルバム「Aa」収録曲である「Temple」にイギリスのラッパーM.I.A.ととも参加した。ビルボードチャートのDance/Electronic Digital Songs部門で36位を記録、またHot Dance/Electronic Songs部門で26位を記録し、韓国人アーティストとして初めてチャートへ2度目の登場をした。

### 2017–2018年: アルバム「KWON JI YONG」 と2度目のワールドツアー、兵役へ
2017年、Zion.Tのアルバム「OO」の収録曲「Complex」に参加し、ガオンデジタルチャートで2位を獲得。
IUのアルバム「Palette」の収録曲「Palette」にラッパーとして参加。
ガオンチャートで2週間連続1位を獲得した。
グループ活動が一段落した後、新しいソロアルバムの準備とツアーを開始。
2枚目のソロアルバム「KWON JI YONG」のリードシングルとして「BULLSHIT」をリリースし、
T.O.Pのスキャンダルの中、さらなる論争を避けるためラジオで「Untitled, 2014」を発表した。
6月8日、一般的にはCDでの発売となるが、アルバム「KWON JI YONG」はUSBでの発売となった。発売当初、ガオンチャートはこのフォーマットでの発売を正式なアルバムと認めず、ランキングに反映されなかったが半年後に認められた。
iTunesチャートではアメリカやヨーロッパをはじめとする46か国で1位を獲得。
アメリカでは発売1日目で自身のアルバムの中で最も売れたアルバムとなり、ビルボードホット200に3度目のチャートイン、ビルボードHeatseeksers Albumsチャートで1位を獲得し、ビルボードワールドチャートでは何週間も1位が続いた
中国ではQQ Musicで発売日のみで76万ダウンロードを記録し過去最大の売り上げを記録。
韓国では発売から6日後、売り上げが100万枚を突破しこの年のベストセラーとなった。 6月10日から2度目のワールドツアー「ACT III : M.O.T.T.E」をスタートし、 アジア、北アメリカ、ヨーロッパ、オセアニアなどの29か国で公演された。このツアーでは65万4000人を動員し、ヨーロッパとアメリカにおいて韓国人が行った最も大規模なツアーとなった。
2018年2月27日から2年間の兵役を開始、江原道の第3歩兵師団への配属となったが、2018年10月以降から適用される兵役法改正により兵役期間が短縮され、2019年10月26日に除隊した。

### 2020年以降: BIGBANGとしてのカムバック、7年振りのソロ曲リリース、3度目のワールドツア
除隊後は、入隊前から就任していたCHANELのグローバルアンバサダーとして活動を継続。
2022年4月、BIGBANGとして新曲「春夏秋冬 (Still Life)」を発表。除隊後初の本格的な音楽活動となった。
2023年6月6日、YGエンターテインメントがG-DRAGONとの専属契約満了を発表した。同社曰く「その他の活動については別途の契約を通じて協力中。音楽活動再開時に、追加契約についても協議する予定だ」としている。
2023年10月25日、仁川警察庁が麻薬類管理に関する法律違反の疑いで彼を立件したと発表した。またこの件についてYGエンターテインメントは「現在、当社所属アーティストではないため公式対応は難しい」とコメントし、同社との追加契約が行われていないことが明らかとなった。
一方で、その後の捜査により麻薬使用の嫌疑が晴れ、2023年12月19日、仁川警察庁は彼を不送致にしたと発表した。
2023年12月21日、AIメタバース企業「Galaxy Corporation」と専属契約を締結。また麻薬使用嫌疑を不当にかけられた経験を活かし、麻薬撲滅のための財団を設立することを明らかにした。
2024年4月3日、今年下半期のカムバックを予定しているとGalaxy Corporationが発表した。
2024年10月31日、新曲『POWER』を配信リリース。ソロ名義としては2017年発表のセルフタイトルEP『KWON JI YONG』以来の新作音源。
2024年11月22日、新曲『HOME SWEET HOME (feat. TAEYANG & DAESUNG)』を配信リリース。BIGBANGのメンバーであるSOLとD-LITEがフューチャリング参加した事で話題を呼んだ。元々はBIGBANGの曲として製作された楽曲であり、翌日に行われた「2024 MAMA AWARDS」で初披露する予定であったが、「この曲を誰も知らない状態で公開するのは、微妙だと思う」（D-LITE）「僕たちもある程度準備ができていることを見せてこそ、効果がある」（SOL）という二人の意見から、前日に予告なしでリリースされる運びとなった。
2025年2月4日、12年振りのアルバム「Übermensch」を2月25日にリリースすることを発表。2月6日、3度目のワールドツアー「Übermensch」の開催を発表。

## 音楽以外の活動
2012年ペンションホテルを家族に贈り、両親が経営している。2015年10月20日済州島に「Monsant Cafe」という名前のカフェをオープン。2015年9月、韓国のインディーズバンドヒョゴが最初にこのカフェで演奏を披露したアーティストとなった。
2017年には2件目のカフェであるUntitled,2017をオープン。このカフェの名前は自身の曲である「Untitled, 2014」からインスパイアされ、ボウリング場と並んでG-DRAGONがデザインした。済州神話ワールドのYGタウン内にYGエンターテインメントのビルとともに建てられ、そこの大使になっている
2024年6月5日、韓国の国立大学KAIST（カイスト）はG-DRAGONを機械工学科の招聘教授に任命したと発表した。今回の任命は、KAISTが開発した最新科学技術をKコンテンツと文化産業に融合し、韓国文化の競争力を拡大するために推進された。

## 私生活
2009年に慶煕大学ポストモダン学科を中退、国際サイバー大学レジャースポーツ学科に編入した後、2010年に卒業。2016年に世宗大学産業大学院流通産業学科を卒業。

## 作品

### 韓国

#### 配信シングル
- GOOD BOY[注釈 1]（2014年11月21日）
- POWER（2024年10月31日）
- HOME SWEET HOME (feat. TAEYANG & DAESUNG)（2024年11月22日）
- Good Day 2025 (Telepathy + By the Moonlight Window)（2025年4月24日）

#### ミニアルバム
- ONE OF A KIND（2012年9月15日）
- KWON JI YONG（2017年6月8日）

#### フルアルバム
- HEARTBREAKER（2009年8月18日）
- COUP D'ETAT（2013年9月13日）
- Übermensch（2025年2月25日）

#### ライブアルバム
- GD 1ST WORLD TOUR COMMEMORATIVE VINYL LP [ONE OF A KIND] -KOREA EDITION-（2014.02.04）
- 2013 G-DRAGON 1ST WORLD TOUR [ONE OF A KIND] THE FINAL（2013.11.22）
- 2013 G-DRAGON WORLD TOUR LIVE CD [ONE OF A KIND in SEOUL] （2013.09.03）
- 1ST LIVE ALBUM : SHINE A LIGHT（2010.03.30）

### 日本

#### ミニアルバム
- KWON JI YONG（2017年11月1日）

#### フルアルバム
- COUP D'ETAT [+ ONE OF A KIND & HEARTBREAKER]（2013年11月27日）

### 映像作品

#### DVD・ブルーレイ
- FIRST LIVE CONCERT DVD [SHINE A LIGHT]（2010/4/19）
- G-DRAGON'S COLLECTION：ONE OF A KIND（2013/4/1）
- 2013 G-DRAGON WORLD TOUR DVD [ONE OF A KIND in SEOUL]（2013/9/13）
- 2013 G-DRAGON WORLD TOUR [ONE OF A KIND in SEOUL]（-Japan Edition-）（2013/09/18）
- G-DRAGON 2013 WORLD TOUR ~ONE OF A KIND~ IN JAPAN DOME SPECIAL（-Japan Edition-）（2013/11/20）
- G-DRAGON'S COLLECTION II : COUP D'ETAT（2013/12/24）
- G-DRAGON'S COLLECTION II : COUP D'ETAT（-Japan Edition-）（2013/12/25）
- 2013 G-DRAGON WORLD TOUR DVD [ONE OF A KIND THE FINAL in SEOUL + WORLD TOUR]（2014/2/12）
- 2013 G-DRAGON WORLD TOUR DVD [ONE OF A KIND THE FINAL in SEOUL + WORLD TOUR]（-Japan Edition-）（2014/2/12）
- 映画 ONE OF A KIND 3D ~G-DRAGON 2013 1ST WORLD TOUR~ （-Japan Edition-）（2014/3/21）
- PEACEMINUSONE - IN THE MAKING OF PEACEMINUSONE - （2015.07.17）
- 2017 G-DRAGON WORLD TOUR CONCERT [ACT III, M.O.T.T.E IN SEOUL]（2017/12/13）

### 書籍
- 実録:世界で君を叫べ!（2009年）- G-DRAGONによる自叙伝

## 公演

### G-DRAGON FIRST LIVE CONCERT SHINE A LIGHT
| 日期   | 日期    | 都市   | 国   | 会場                   |
| ------ | ------- | ------ | ---- | ---------------------- |
| 2009年 | 12月5日 | ソウル | 韓国 | オリンピック体操競技場 |
| 2009年 | 12月6日 | ソウル | 韓国 | オリンピック体操競技場 |

### G-DRAGON 2013 WORLD TOUR 〜ONE OF A KIND〜
| 日期   | 日期    | 都市             | 国           | 会場                                         |
| ------ | ------- | ---------------- | ------------ | -------------------------------------------- |
| 2013年 | 3月30日 | ソウル           | 韓国         | オリンピック体操競技場                       |
| 2013年 | 3月31日 | ソウル           | 韓国         | オリンピック体操競技場                       |
| 2013年 | 4月6日  | 福岡             | 日本         | 福岡 ヤフオク!ドーム                         |
| 2013年 | 4月20日 | 埼玉             | 日本         | 西武ドーム                                   |
| 2013年 | 4月21日 | 埼玉             | 日本         | 西武ドーム                                   |
| 2013年 | 4月27日 | 大阪             | 日本         | 京セラドーム大阪                             |
| 2013年 | 4月28日 | 大阪             | 日本         | 京セラドーム大阪                             |
| 2013年 | 4月29日 | 大阪             | 日本         | 京セラドーム大阪                             |
| 2013年 | 5月4日  | 北京             | 中国         | マスターカード・センター                     |
| 2013年 | 5月5日  | 北京             | 中国         | マスターカード・センター                     |
| 2013年 | 5月9日  | 台北             | 台湾         | 台北アリーナ                                 |
| 2013年 | 5月10日 | 台北             | 台湾         | 台北アリーナ                                 |
| 2013年 | 5月17日 | 香港             | 中国         | アジアワールド・アリーナ                     |
| 2013年 | 5月18日 | 香港             | 中国         | アジアワールド・アリーナ                     |
| 2013年 | 5月25日 | 上海             | 中国         | メルセデス・ベンツアリーナ                   |
| 2013年 | 5月26日 | 上海             | 中国         | メルセデス・ベンツアリーナ                   |
| 2013年 | 6月1日  | 名古屋           | 日本         | ナゴヤドーム                                 |
| 2013年 | 6月2日  | 名古屋           | 日本         | ナゴヤドーム                                 |
| 2013年 | 6月7日  | バンコク         | タイ         | インパクト・アリーナ                         |
| 2013年 | 6月8日  | バンコク         | タイ         | インパクト・アリーナ                         |
| 2013年 | 6月15日 | ジャカルタ       | インドネシア | マタ・エラン・インターナショナル・スタジアム |
| 2013年 | 6月16日 | ジャカルタ       | インドネシア | マタ・エラン・インターナショナル・スタジアム |
| 2013年 | 6月22日 | クアラルンプール | マレーシア   | ブキット・ジャリル国立競技場                 |
| 2013年 | 6月29日 | シンガポール     | シンガポール | シンガポール・インドア・スタジアム           |
| 2013年 | 6月30日 | シンガポール     | シンガポール | シンガポール・インドア・スタジアム           |
| 2013年 | 8月31日 | ソウル           | 韓国         | オリンピック体操競技場                       |
| 2013年 | 9月1日  | ソウル           | 韓国         | オリンピック体操競技場                       |

### G-DRAGON 2017 WORLD TOUR <ACT III, M.O.T.T.E>
| 日期   | 日期    | 都市             | 国               | 会場                                         |
| ------ | ------- | ---------------- | ---------------- | -------------------------------------------- |
| 2017年 | 6月10日 | ソウル           | 韓国             | ソウルワールドカップ競技場                   |
| 2017年 | 6月17日 | マカオ           | 中国             | コタイ・アリーナ                             |
| 2017年 | 6月18日 | マカオ           | 中国             | コタイ・アリーナ                             |
| 2017年 | 6月24日 | シンガポール     | シンガポール     | シンガポール・インドア・スタジアム           |
| 2017年 | 6月25日 | シンガポール     | シンガポール     | シンガポール・インドア・スタジアム           |
| 2017年 | 7月7日  | バンコク         | タイ             | インパクト・アリーナ                         |
| 2017年 | 7月8日  | バンコク         | タイ             | インパクト・アリーナ                         |
| 2017年 | 7月11日 | シアトル         | アメリカ         | キー・アリーナ                               |
| 2017年 | 7月14日 | サンノゼ         | アメリカ         | SAPセンター                                  |
| 2017年 | 7月16日 | イングルウッド   | アメリカ         | ザ・フォーラム                               |
| 2017年 | 7月19日 | ヒューストン     | アメリカ         | トヨタセンター                               |
| 2017年 | 7月21日 | シカゴ           | アメリカ         | ユナイテッド・センター                       |
| 2017年 | 7月25日 | マイアミ         | アメリカ         | アメリカン・エアラインズ・センター           |
| 2017年 | 7月27日 | ブルックリン     | アメリカ         | バークレイズ・センター                       |
| 2017年 | 7月30日 | トロント         | カナダ           | エア・カナダ・センター                       |
| 2017年 | 8月5日  | シドニー         | オーストラリア   | クドス・バンク・アリーナ                     |
| 2017年 | 8月8日  | ブリスベン       | オーストラリア   | ブリスベン・エンターテインメント・センター   |
| 2017年 | 8月12日 | メルボルン       | オーストラリア   | ハイセンス・アリーナ                         |
| 2017年 | 8月16日 | オークランド     | ニュージーランド | スパーク・アリーナ                           |
| 2017年 | 8月19日 | 福岡             | 日本             | 福岡 ヤフオク!ドーム                         |
| 2017年 | 8月22日 | 大阪             | 日本             | 京セラドーム大阪                             |
| 2017年 | 8月23日 | 大阪             | 日本             | 京セラドーム大阪                             |
| 2017年 | 8月25日 | 香港             | 中国             | アジアワールド・アリーナ                     |
| 2017年 | 8月26日 | 香港             | 中国             | アジアワールド・アリーナ                     |
| 2017年 | 9月1日  | ケソン           | フィリピン       | スマート・アラネタ・コロシアム               |
| 2017年 | 9月3日  | ジャカルタ       | インドネシア     | インドネシア・コンベンション・エキシビジョン |
| 2017年 | 9月17日 | クアラルンプール | マレーシア       | ムルデカ・スタジアム                         |
| 2017年 | 9月19日 | 東京             | 日本             | 東京ドーム                                   |
| 2017年 | 9月20日 | 東京             | 日本             | 東京ドーム                                   |
| 2017年 | 9月23日 | バーミンガム     | イングランド     | ゲンティング・アリーナ                       |
| 2017年 | 9月24日 | ロンドン         | イングランド     | SSEアリーナ・ウェンブリー                    |
| 2017年 | 9月26日 | アムステルダム   | オランダ         | ジッゴ・ドーム                               |
| 2017年 | 9月28日 | パリ             | フランス         | アコーホテルズ・アリーナ                     |
| 2017年 | 9月30日 | ベルリン         | ドイツ           | ウーバー・アレーナ                           |
| 2017年 | 10月7日 | 台北             | 台湾             | 南港展覧館                                   |
| 2017年 | 10月8日 | 台北             | 台湾             | 南港展覧館                                   |

### G-DRAGON 2025 WORLD TOUR [Übermensch]
| 日期   | 日期    | 都市             | 国             | 会場                           |
| ------ | ------- | ---------------- | -------------- | ------------------------------ |
| 2025年 | 3月29日 | コヤン           | 韓国           | 高陽総合運動場                 |
| 2025年 | 3月30日 | コヤン           | 韓国           | 高陽総合運動場                 |
| 2025年 | 5月10日 | 東京             | 日本           | 東京ドーム                     |
| 2025年 | 5月11日 | 東京             | 日本           | 東京ドーム                     |
| 2025年 | 5月17日 | ボカウエ         | フィリピン     | フィリピン・アリーナ           |
| 2025年 | 5月25日 | 大阪             | 日本           | 京セラドーム大阪               |
| 2025年 | 5月26日 | 大阪             | 日本           | 京セラドーム大阪               |
| 2025年 | 6月7日  | マカオ           | マカオ         | ギャラクシー・アリーナ         |
| 2025年 | 6月8日  | マカオ           | マカオ         | ギャラクシー・アリーナ         |
| 2025年 | 7月2日  | シドニー         | オーストラリア | クードス・バンク・アリーナ     |
| 2025年 | 7月3日  | シドニー         | オーストラリア | クードス・バンク・アリーナ     |
| 2025年 | 7月6日  | メルボルン       | オーストラリア | ロッド・レーバー・アリーナ     |
| 2025年 | 7月11日 | 台北             | 台湾           | 台北アリーナ                   |
| 2025年 | 7月13日 | 台北             | 台湾           | 台北アリーナ                   |
| 2025年 | 7月14日 | 台北             | 台湾           | 台北アリーナ                   |
| 2025年 | 7月19日 | クアラルンプール | マレーシア     | アクシアタ・スタジアム         |
| 2025年 | 7月20日 | クアラルンプール | マレーシア     | アクシアタ・スタジアム         |
| 2025年 | 7月25日 | ジャカルタ       | インドネシア   | インドネシア・アリーナ         |
| 2025年 | 7月26日 | ジャカルタ       | インドネシア   | インドネシア・アリーナ         |
| 2025年 | 8月8日  | 香港             | 香港           | アジアワールド・アリーナ       |
| 2025年 | 8月9日  | 香港             | 香港           | アジアワールド・アリーナ       |
| 2025年 | 8月10日 | 香港             | 香港           | アジアワールド・アリーナ       |
| 2025年 | 8月22日 | ニューアーク     | アメリカ       | プルデンシャル・センター       |
| 2025年 | 8月31日 | ラスベガス       | アメリカ       | T-モバイル・アリーナ           |
| 2025年 | 9月5日  | ロサンゼルス     | アメリカ       | クリプト・ドットコム・アリーナ |
| 2025年 | 9月20日 | パリ             | フランス       | パリ・ラ・デファンス・アレナ   |

## 受賞歴
ゴールデンディスク賞、韓国大衆音楽賞、MOur vision is to design the cult, making innovative and artistic interiors for the office. Being the finest interior Designers in Delhi, we follow a systematic process and protocol. office InteriorsBC放送芸能大賞、ワールド・ミュージック・アワード、Mnet Asian Music Awards、Melon Music Awardsなど数々の賞を受賞している
。